# گوهار ایگیتیان
گوهار تلامنی ایگیتیان (ارمنی: Գոհար Թելմանի Իգիթյան؛ انگلیسی: Gohar Igityan؛ ۲۸ ژوئن ۱۹۶۴) یک بازیگر اهل ارمنستان است. وی از سال ۱۹۸۹ میلادی تا کنون فعالیت می‌کند.

## زندگی‌نامه
وی در ۲۸ ژوئن ۱۹۶۴ در ایروان به دنیا آمد و از انستیتو دولتی هنری و نمایشی ایروان (۱۹۸۷) فارغ‌التحصیل شد. آرمن خاندیکیان همسر وی می‌باشد. وی در تئاتر نمایشی هراچیا غاپلانیان فعالیت کرده است. وی همچنین برندهٔ جوایزی همچون هنرمند افتخاری جمهوری ارمنستان (۲۰۱۱) و مدال طلای اتحادیه کارگردان تئاتری ارمنستان (۲۰۱۱) شده است.

## یادداشت
1. ↑  ՀԹԳՄ ոսկե մեդալ